# Southern California Edison
Southern California Edison Company är ett amerikanskt energiföretag som producerar och säljer elektricitet till fler än 5,2 miljoner kunder i södra Kalifornien. För 2022 hade företaget en kapacitet att producera omkring 7 000 megawatt (MW) elektricitet. Det är ett dotterbolag till förvaltningsbolaget Edison International.
Företaget äger 78,21% av det nedlagda kärnkraftverket San Onofre Nuclear Generating Station i San Diego County i Kalifornien och 15,8% av det aktiva kärnkraftverket Palo Verde Nuclear Generating Station i Maricopa County i Arizona.

## Historik
Företaget grundades i augusti 1909 efter att energiföretaget Los Angeles Edison hade genom åren köpt upp 13 andra företag som verkade med att producera och leverera elektricitet inom Los Angeles-området. År 1930 blev företaget namnändrat till Southern California Edison Company Ltd., "Ltd." togs bort från företagsnamnet 1947. År 1988 grundade Southern California Edison ett förvaltningsbolag, med namnet SCE Corp, i syfte att vara ägaren till energiföretaget. Samma år var det på gång att Southern California Edison och San Diego Gas & Electric skulle genomföra en fusion med varandra men den delstatliga myndigheten California Public Utilities Commission (CPUC) sa nej till det två år senare.
År 1996 såldes det av flertal kraftverk för att inte bryta mot påtänkta avregleringslagar som förbjöd energiintressenter att ha intressen i både elproduktion och elleveranser. Samtidigt meddelades det att SCE Corp skulle byta namn till Edison International. Två år senare avreglerades Kaliforniens energimarknad, vilket gjorde att inköpspriserna på elektricitet sköt i höjden. Mellan 1999 och 2001 ökade inköpspriset på elektricitet på totalt 900% samtidigt som energiföretag inte fick ta ut de faktiska kostnaderna från konsumenter. År 2001 var Edison International och Southern California Edison nästintill konkursmässiga så Kalifornien började köpa elektricitet från dem för att försöka hålla de i liv. De och CPUC kunde också komma överens om ett nödavtal om att en tilläggsavgift, på totalt 3,6 miljarder amerikanska dollar, fick tas ut från sina konsumenter. Detta blev dock väldigt omdiskuterat och drogs med kontroverser och till slut fick Kaliforniens högsta domstol fälla avgörande, vilket skedde år 2003 till favör för nödavtalet.